# 그린 라이트 (영화)
《그린 라이트》(영어: Green Light)는 2016년 제작한 대한민국의 애니메이션 영화이다.

## 수상
- 2017년 제2회 을주산악영화제 후보 자연과 사람, 패밀리
- 2017년 제5회 서울구로국제어린이영화제 수상 대상 - 단편 (김성민)
- 2017년 제19회 쇼트슈츠 국제단편영화제 후보 CG 애니메이션 경쟁
- 2017년 제50회 휴스턴국제영화제 수상 백금상 - 단편부문 (김성민)
- 2017년 제13회 인디애니페스트 후보 애니컵
- 2017년 제27회 유바리국제판타스틱영화제 후보 국제 단편 경쟁
- 2019년 제23회 부천판타스틱영화제 후보 판타스틱 단편 걸작선
- 2020년 제10회 서울배리어프리영화제 후보 한글자막 단편 애니메이션 상영작 초청